# Danilo Požar
Danilo Požar, slovenski pravnik, ekonomist, logistik in univerzitetni profesor, * 11. december 1914, Trst, † 2005, Maribor. 
Bil je dolgoletni profesor in raziskovalec na nekdanji Visoki ekonomsko-komercialni šoli (danes Ekonomsko-poslovni fakulteti) Univerze v Mariboru in predstojnik Inštituta za transport in logistiko. Velja za utemeljitelja slovenske logistične znanosti.
V obdobju med 1. novembrom 1967 in 30. junijem 1969 je bil direktor in od 13. februarja 1976 do 3. oktobra 1977 dekan tedanje Visoko ekonomsko-komercialne šole v Mariboru. Bil je tudi član Evropske akademije znanosti in umetnosti.